# 五代夏夫
五代 夏夫（ごだい なつお、1913年3月25日
- 2016年9月30日）は、日本の作家。

## 人物・来歴
宮崎県（現日向市）生まれ。本名・松尾強。満州建国大学研究院修了。満州国政府に勤務、戦後文筆家となり、1964年「那覇の木馬」で文学界新人賞受賞、芥川賞候補。鹿児島を拠点に地方文化人として活動を続ける。

## 著書
- 『西郷隆盛のすべて』新人物往来社 1985.6
- 『薩摩問わず語り』葦書房 1986.1
- 『桜島の顔』高城書房出版 1989.7
- 『薩摩的こぼれ話』丸山学芸図書 1994.11  「薩摩秘話」南方新社 2002
- 『薩摩のドン・キホーテ 現代語訳著・大石兵六夢物語』毛利正直 春苑堂出版 1997.11（かごしま文庫 42）